# Hello Josephine
Hello Josephine is een single van de Britse muziekgroep The Scorpions, Het nummer is een cover van My girl Josephine geschreven door Fats Domino en Dave Bartholomew. Dat nummer is door meer dan dertig artiesten opgenomen, waarbij de titel soms verbasterd werd tot Josephine of Hello Josephine. De versie van The Scorpions haalde de Nederlandse en Belgische hitparades, niet de Britse.
NB: CNR is een Nederlands platenlabel.

## Hitnoteringen

### Nederlandse Top 40
Het werd hier van de eerste plaats afgehouden door Ticket to ride van The Beatles.
| "Hello Josephine" in de Nederlandse Top 40 binnen: 20-02-1965 / 03-09-1977 | "Hello Josephine" in de Nederlandse Top 40 binnen: 20-02-1965 / 03-09-1977 | "Hello Josephine" in de Nederlandse Top 40 binnen: 20-02-1965 / 03-09-1977 | "Hello Josephine" in de Nederlandse Top 40 binnen: 20-02-1965 / 03-09-1977 | "Hello Josephine" in de Nederlandse Top 40 binnen: 20-02-1965 / 03-09-1977 | "Hello Josephine" in de Nederlandse Top 40 binnen: 20-02-1965 / 03-09-1977 | "Hello Josephine" in de Nederlandse Top 40 binnen: 20-02-1965 / 03-09-1977 | "Hello Josephine" in de Nederlandse Top 40 binnen: 20-02-1965 / 03-09-1977 | "Hello Josephine" in de Nederlandse Top 40 binnen: 20-02-1965 / 03-09-1977 | "Hello Josephine" in de Nederlandse Top 40 binnen: 20-02-1965 / 03-09-1977 | "Hello Josephine" in de Nederlandse Top 40 binnen: 20-02-1965 / 03-09-1977 | "Hello Josephine" in de Nederlandse Top 40 binnen: 20-02-1965 / 03-09-1977 | "Hello Josephine" in de Nederlandse Top 40 binnen: 20-02-1965 / 03-09-1977 | "Hello Josephine" in de Nederlandse Top 40 binnen: 20-02-1965 / 03-09-1977 | "Hello Josephine" in de Nederlandse Top 40 binnen: 20-02-1965 / 03-09-1977 | "Hello Josephine" in de Nederlandse Top 40 binnen: 20-02-1965 / 03-09-1977 | "Hello Josephine" in de Nederlandse Top 40 binnen: 20-02-1965 / 03-09-1977 | "Hello Josephine" in de Nederlandse Top 40 binnen: 20-02-1965 / 03-09-1977 | "Hello Josephine" in de Nederlandse Top 40 binnen: 20-02-1965 / 03-09-1977 | "Hello Josephine" in de Nederlandse Top 40 binnen: 20-02-1965 / 03-09-1977 | "Hello Josephine" in de Nederlandse Top 40 binnen: 20-02-1965 / 03-09-1977 | "Hello Josephine" in de Nederlandse Top 40 binnen: 20-02-1965 / 03-09-1977 |
| Week                                                                       | 1                                                                          | 2                                                                          | 3                                                                          | 4                                                                          | 5                                                                          | 6                                                                          | 7                                                                          | 8                                                                          | 9                                                                          | 10                                                                         | 11                                                                         | 12                                                                         | 13                                                                         | 14                                                                         | 15                                                                         | 16                                                                         | 17                                                                         | 18                                                                         | 19                                                                         | 20                                                                         | 21                                                                         |
| -------------------------------------------------------------------------- | -------------------------------------------------------------------------- | -------------------------------------------------------------------------- | -------------------------------------------------------------------------- | -------------------------------------------------------------------------- | -------------------------------------------------------------------------- | -------------------------------------------------------------------------- | -------------------------------------------------------------------------- | -------------------------------------------------------------------------- | -------------------------------------------------------------------------- | -------------------------------------------------------------------------- | -------------------------------------------------------------------------- | -------------------------------------------------------------------------- | -------------------------------------------------------------------------- | -------------------------------------------------------------------------- | -------------------------------------------------------------------------- | -------------------------------------------------------------------------- | -------------------------------------------------------------------------- | -------------------------------------------------------------------------- | -------------------------------------------------------------------------- | -------------------------------------------------------------------------- | -------------------------------------------------------------------------- |
| Nummer                                                                     | 37                                                                         | 39                                                                         | 31                                                                         | 26                                                                         | 18                                                                         | 15                                                                         | 13                                                                         | 16                                                                         | 15                                                                         | 16                                                                         | 13                                                                         | 11                                                                         | 10                                                                         | 8                                                                          | 8                                                                          | 5                                                                          | 3                                                                          | 2                                                                          | 2                                                                          | 4                                                                          | 3                                                                          |
| Week                                                                       | 22                                                                         | 23                                                                         | 24                                                                         | 25                                                                         | 26                                                                         | 27                                                                         | 28                                                                         | 29                                                                         | 30                                                                         | 31                                                                         | 32                                                                         | 33                                                                         |                                                                            | 34                                                                         | 35                                                                         | 36                                                                         | 37                                                                         | 38                                                                         | 39                                                                         | 40                                                                         |                                                                            |
| Nummer                                                                     | 4                                                                          | 4                                                                          | 6                                                                          | 6                                                                          | 7                                                                          | 11                                                                         | 12                                                                         | 17                                                                         | 21                                                                         | 22                                                                         | 30                                                                         | 37                                                                         | uit                                                                        | 28                                                                         | 18                                                                         | 9                                                                          | 9                                                                          | 10                                                                         | 15                                                                         | 31                                                                         | uit                                                                        |

### Andere hitlijsten
In de verre voorlopers van de Single Top 100, waaronder de Daverende 30 stond Hello Josephine negentien weken genoteerd waarvan drie weken op nummer 1. In de voorloper van de Vlaamse Ultratop 50 zeven weken met als hoogste notering plaats 10.

### NPO Radio 2 Top 2000
| Nummer met noteringen in de NPO Radio 2 Top 2000 | '99  | '00  | '01 | '02  | '03  | '04  | '05  | '06  | '07  | '08  | '09  | '10  | '11  |
| ------------------------------------------------ | ---- | ---- | --- | ---- | ---- | ---- | ---- | ---- | ---- | ---- | ---- | ---- | ---- |
| Hello Josephine                                  | 1053 | 1030 | 956 | 1194 | 1045 | 1228 | 1105 | 1022 | 1220 | 1118 | 1426 | 1571 | 1862 |

1. ↑  Een vetgedrukt getal geeft de hoogste notering aan.
2. ↑  Deze tabel is bijgewerkt tot en met de laatste editie (2024).